# Lionel Cox (sportiv)
Lionel Cox (n. 11 iulie 1981, Ougrée⁠(d), Valonia, Belgia) este un trăgător de tir ce a reprezentat Belgia, medaliat olimpic. A participat la o ediție a Jocurilor Olimpice (2012) în care a câștigat o medalie de argint.

## Participări
Lista de mai jos prezintă principalele competiții la care a participat Lionel Cox de-a lungul carierei.
- shooting at the 2012 Summer Olympics – men's 50 metre rifle prone[*]